# Аббаслы, Исрафил Исмаил оглы
Исрафил Исмаил оглы Аббаслы (азерб. İsrafil İsmayıl oğlu Abbaslı) — азербайджанский учёный, доктор филологических наук, профессор.

## Биография
Исрафил Аббаслы родился 1 февраля 1938 года в городе Ереване Армянской ССР. Окончил историко-филологический факультет Ереванского педагогического института имени Хачатура Абовяна. Работает заведующим отделом азербайджанского фольклора в Институте Фольклора НАНА.

## Научная деятельность
Сферой деятельности учёного является распространение азербайджанского фольклора, выявление ареала влияния дастанов, изучение характеристики научных направлений, подготовка фольклорных изданий на иностранных языках.
Исрафил Аббаслы — автор 160 научных работ, 2 монографий. Под руководством И. Аббаслы защитились 7 кандидатов, 2 доктора наук.

## Награды
- Медаль «Прогресс» (14 декабря 2005 года) — за заслуги в развитии азербайджанской науки[2].

## Избранные научные труды
- Abbasli Israfil. Azərbaycan dastanlarının yayılması və təsiri məsələləri. — Нурлан, 2002. — 272 с. (недоступная ссылка)

- Abbasli İsrafil. Folklorşünaslıq axtarışları. — Баку: Нурлан. (недоступная ссылка)

- Аббаслы Исрафил. Из истории перевода, обработки и издания азербайджанских дастанов на армянском языке. — Баку.

- Аббаслы Исрафил. Ареал распространения и влияния Азербайджанских дастанов. — Баку: Сада, 2001. — 213 с. (недоступная ссылка)

- Аббаслы И., Абдулла Б. Короглу. — Баку: Сада, 2000. — 500 с. (недоступная ссылка)